# 天主教凱里喬教區
天主教凱里喬教區（拉丁語：Dioecesis Kerichoënsis）是肯亞一個羅馬天主教教區，屬內羅畢總教區。
教區於1995年12月6日成立，包括凱里喬縣和博梅特縣；2006年時有225,360名教友（佔轄區總人口13.9%）、十七個堂區和四十三名司鐸。
現任教區主教為歐爾發·基普科埃奇-阿拉普-羅蒂奇，榮休主教為厄瑪奴耳·奧孔博-萬代拉。